# Portrait de Giovanna Tornabuoni

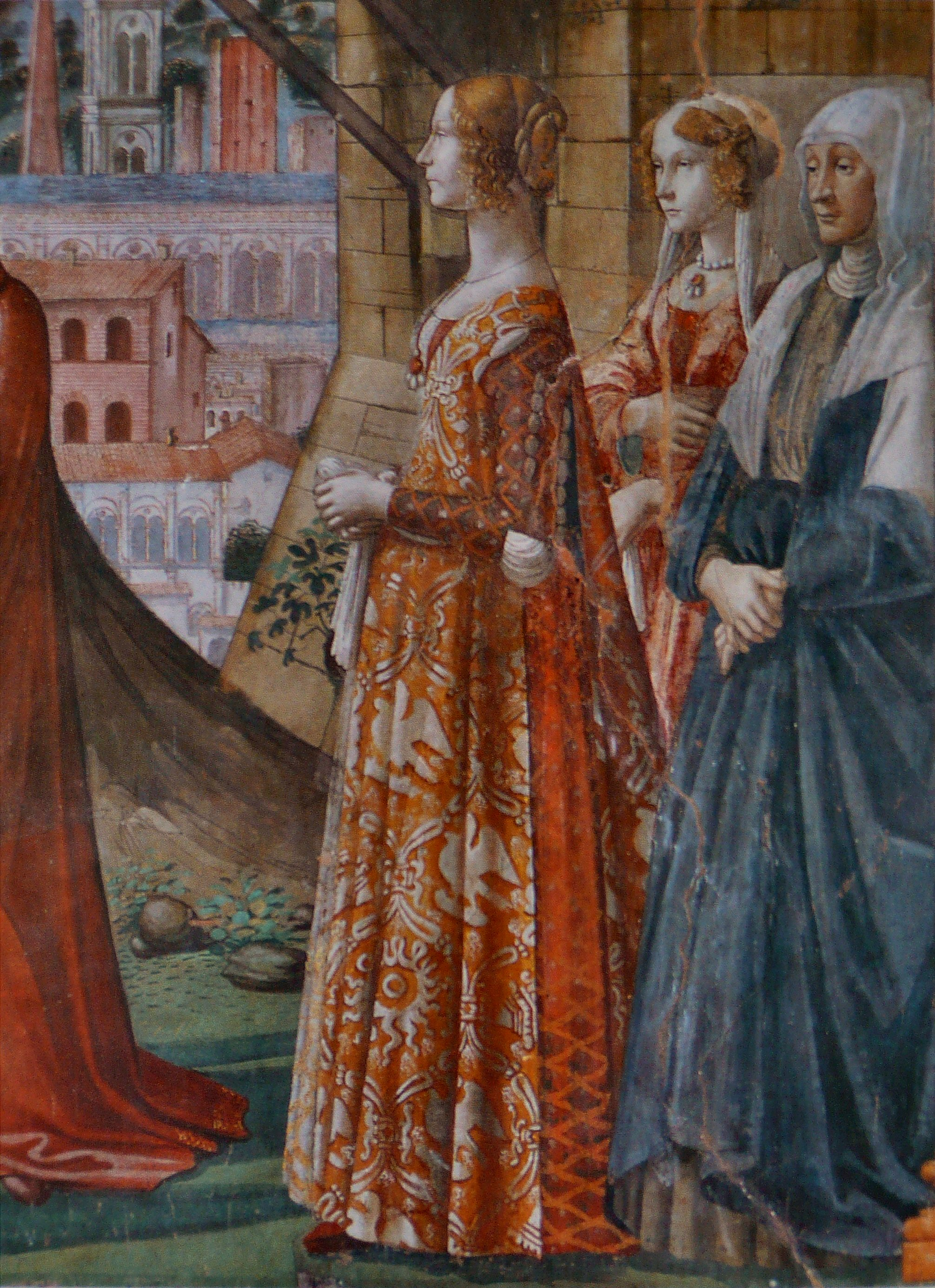
Détail de la Visitation, fresque dans la Chapelle Tornabuoni de l'église Santa Maria Novella à Florence.

Le Portrait de Giovanna Tornabuoni (en italien : Ritratto di Giovanna Tornabuoni) est un tableau de format vertical, de 75,5 × 49,5 cm, daté de 1488 et peint par Domenico Ghirlandaio, selon la technique de la tempera sur panneau. Il est conservé au 
Musée Thyssen-Bornemisza, dans la capitale espagnole.

## Le modèle
Giovanna di Maso degli Albizzi naît le 18 décembre 1468, huitième enfant de Maso di Luca degli Albizzi et de Caterina Soderini, sa seconde épouse. Le 15 juin 1486, elle épouse Lorenzo Tornabuoni, l'unique fils de Giovanni Tornabuoni, le frère de Lucrezia Tornabuoni et donc oncle de Laurent de Médicis.  
Ce mariage est vraisemblablement destiné à renforcer les liens entre les Albizzi, composés de factions pro et anti-Médicis et les Médicis.
De leur union naît un premier enfant, Giovanni di Lorenzo, le 11 octobre 1487. Malheureusement l’année suivante, le 7 octobre 1488, Giovanna meurt. Selon Herbert Horne, Philip Hendy et John Pope-Hennessy, la mort survient lors de l'accouchement du second enfant du couple, alors que Patricia Simons retient la qualification d'enfant nondum nata faite par Angelo Poliziano dans l'épitaphe qu'il compose, pour soutenir la thèse d'une mort pendant la grossesse. 
Aimée de sa belle-famille, à sa mort, deux messes sont dites, une funèbre et une chantée, au cours desquelles plus de 52 livres de bougies sont brûlées. Des messes anniversaires sont également célébrées en 1489 et 1491. Dans un testament rédigé en 1490, Giovanni Tornabuoni lègue le montant nécessaire à l'édification du tombeau de Giovanna dans sa chapelle, dans l'église Santa Maria Novella à Florence. Elle est représentée en tête du cortège Tornabuoni, à droite de la Visitation, l'une des fresques ornant le mur est de cette chapelle.
Par ailleurs, Lorenzo lui dédie une chapelle commémorative dans l'église Santa Maria Maddalena dei Pazzi. Construite pour 64 florins environ, du 8 août 1490 au 1er mars 1491 et consacrée le 28 juin 1491, cette chapelle est éclairée par un vitrail de saint Laurent, dû à Sandro Bidello dello Studio, sur un carton de Ghirlandaio, où figurent également les écussons entrelacés des deux époux. Sur son chapiteau, les armoiries sculptées des deux familles rappellent leur union.

## Données historiques
Commande de la famille Tornabuoni, le tableau est répertorié dans un inventaire dressé en 1498, consécutivement au placement sous tutelle de l'État de Giovanni di Lorenzo Tornabuoni, après l'exécution de son père. Il se trouve alors dans la chambre du palais florentin de Lorenzo, un quadro chon chornichione mess'oro chon testo e busto della Giovanna degli Albizi (panneau avec un cadre en or représentant le buste de Giovanna degli Albizzi). 
Entré dans les collections, respectivement, du baron Achille Seillière, de Madame de Sagan, d'Henry Willet puis de Rodolphe Kann, il est acheté, en 1907 par John Pierpont Morgan. Acquis ensuite par Hans Heinrich von Thyssen Bornemisza, il est désormais conservé au Musée Thyssen-Bornemisza à Madrid.

## Description et analyse
Giovanna Tornabuoni est représentée conformément au modèle alors en vogue en Italie et son très pur profil gauche se détache avec netteté sur un mur sombre en arrière-plan où, dans une niche pratiquée dans son épaisseur, sont posés quelques objets, permettant de mieux cerner sa personnalité. En bas à gauche, une broche en or sertie d'un rubis, de grosses perles et surmontée d'un dragon ailé, assortie au pendentif qu'elle porte, symbolise le matérialisme mais Ghirlandaio établit un judicieux équilibre en disposant, sur le côté opposé, un livre de prière entrouvert, aux pages bordées d’or, probablement un livre d'heures, reflet de sa dévotion. Au-dessus, un collier de corail est suspendu à une étagère. À l'époque, le corail joue traditionnellement le rôle d'un talisman et éloigne les mauvais esprits ; sa présence souligne l'intégralité de l'âme préservée de tout mal de Giovanna. Entre le livre et le collier, le peintre place un cartellino sur lequel figure une inscription latine et la date « ARS VTINAM MORES/ANIMVMQVE EFFINGERE/POSSES PVLCHRIOR IN TER/RIS NVLLA TABELLA FORET/MCCCCLXXXVIII » (« Art, si tu étais capable de dépeindre l'esprit et les mœurs, il n'existerait pas sur terre de tableau plus beau - 1488 »). Certains historiens, comme Enrico Ridolfi, J. A. Crowe et G. B. Cavalcaselleestiment que Ange Politien est l'auteur de l'inscription, alors que Philip Hendy, John Pope-Hennessy et Dario Vocil'attribuent à Martial. Patricia Simons et John Shearman proposent, quant à eux, une adaptation d'une épigramme de Martial par Ange Politien. La date 1488 reportée sur le panneau indique vraisemblablement l'année de la mort de Giovanna et non celle de l'achèvement de l'œuvre.
L'identification de Giovanna Tornabuoni, sur ce panneau et sur la fresque de la Visitation a été permise grâce à une médaille de Niccolò di Forzore Spinelli dit Fiorentino.  L'avers porte l'inscription « IOANNA ALBIZA VXOR LAURENTII DETORNABONIS » entourant l'effigie de Giovanna et, sur le revers, sont représentées Les Trois Grâces dans une pose similaire à celles du Printemps de Sandro Botticelli. 
Domenico Ghirlandaio a fixé les traits du modèle probablement à partir de cette médaille ou d'un masque mortuaire comme le suggère la pose distante, droite et figée, cependant adoucie par les courbes du dos. Giovanna porte une luxueuse robe à motif floral, avec manches à crevés, un corsage de brocart doré et serre dans ses mains un mouchoir en soie. Ses cheveux lissés sont tirés en un chignon tressé situé à l'arrière mais une large frange de mèches serpentines est laissée libre et retombe sur le côté de son visage. 
Pour presque tous les spécialistes, l'œuvre, d'une facture raffinée et parvenue jusqu'à nous dans un très bon état de conservation, est l'une des plus belles peintures du peintre et l'un des plus beaux portraits du XVe siècle,.

## Sources bibliographiques

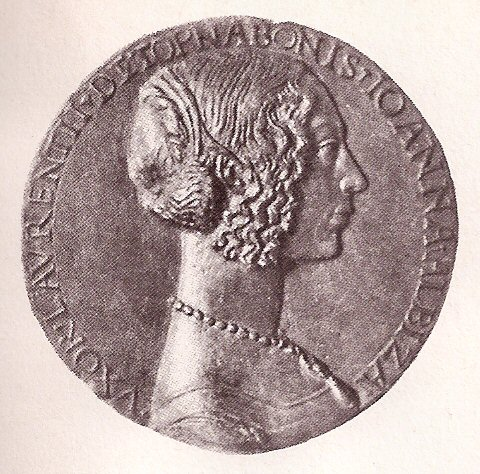
L'avers de la médaille de Niccolò di Forzore Spinelli, Musée national du Bargello.

- Jean K. Cadogan : Domenico Ghirlandaio : artiste et artisan, traduit de l'anglais par Lise-Éliane Pomier, Paris : Flammarion, 2002, 425 p.  (ISBN 2-08010-849-2)